# Encyclops x-signata
Encyclops x-signata är en skalbaggsart som beskrevs av Fernando Chiang 1981. Encyclops x-signata ingår i släktet Encyclops och familjen långhorningar. Inga underarter finns listade i Catalogue of Life.